# Sascha Wallscheid
Sascha Wallscheid (ur. 3 listopada 1966 w Saarlouis) – niemiecki kolarz torowy reprezentujący RFN, brązowy medalista mistrzostw świata.

## Kariera
Największy sukces w swojej karierze Sascha Wallscheid osiągnął w 1985 roku, kiedy wspólnie z Frankiem Weberem zdobył brązowy medal w wyścigu tandemów na mistrzostwach świata w Bassano. Ponadto Wallscheid dwukrotnie zdobywał tytuł mistrza kraju: w 1984 roku był najlepszy w sprincie indywidualnym, a rok później zwyciężył w wyścigu na 1 km. Nigdy nie brał udziału w igrzyskach olimpijskich.